# Louise Sherwood McDowell
Louise Sherwood McDowell (Nueva York, 29 de septiembre de 1876 – Wellesley, 6 de julio de 1966) fue una física y educadora estadounidense. Durante la mayor parte de su carrera, ejerció como profesora de física en Wellesley College y fue conocida por ser una de las primeras científicas que trabajó para la United States Bureau of Standards, ahora el Instituto Nacional de Estándares y Tecnología (NIST).

## Trayectoria

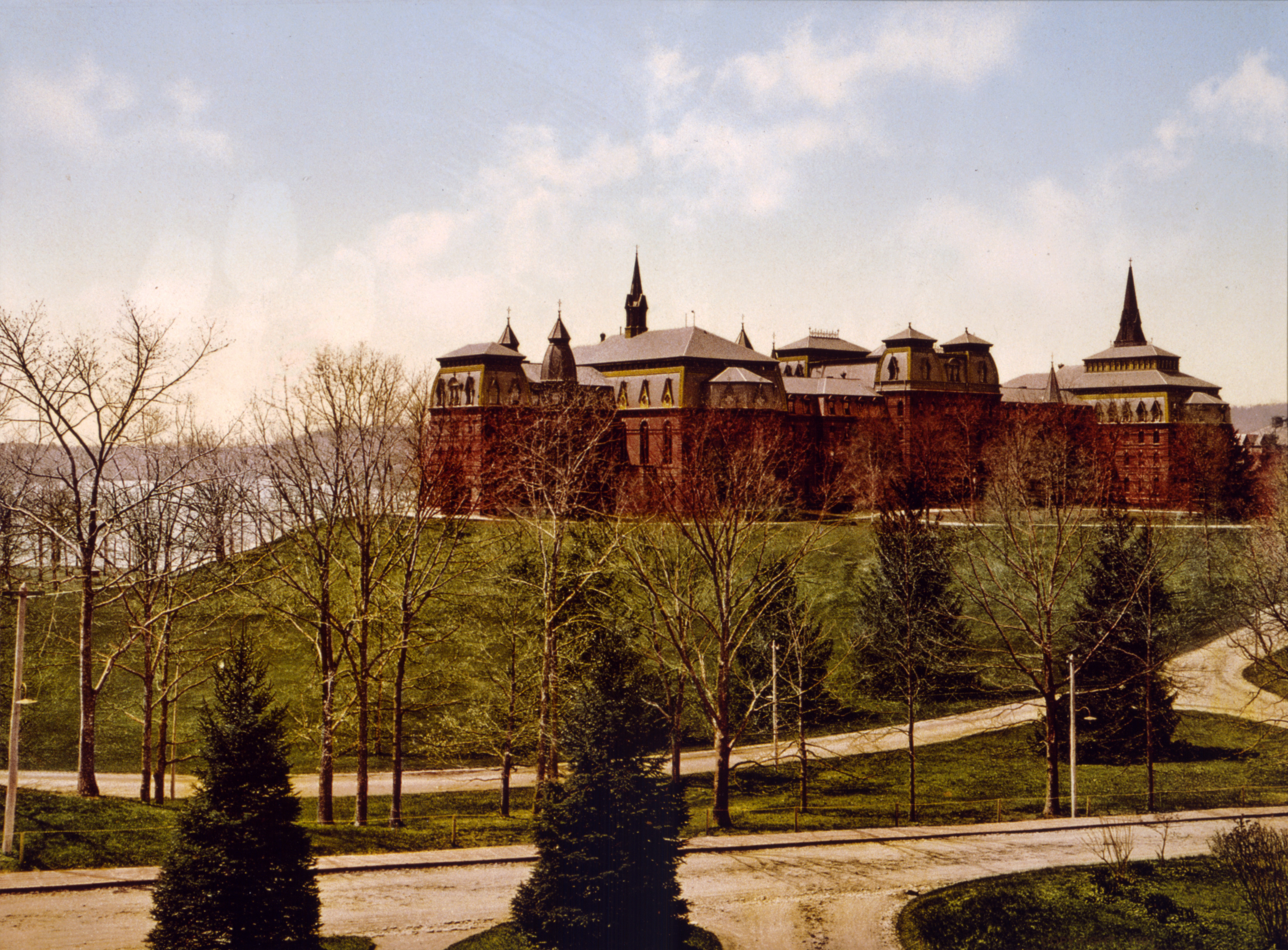
Universidad de Wellesley Universidad cerca de 1901

Hija de Francis Marion y Eva (Sherwood) McDowell, se licenció en 1898 en Wellesley College y, tras su graduación, trabajó en un instituto de secundaria como profesora de inglés, ciencia y matemáticas hasta 1905. Fue admitida en la Universidad de Cornell donde el director del departamento de física, Edward Nichols, era partidario de la presencia de mujeres en el área de física. McDowell trabajó en la radiación de onda corta bajo la dirección de Ernest Merritt. En 1907, obtuvo un máster, seguido de un doctorado en investigación dos años más tarde, en 1909.

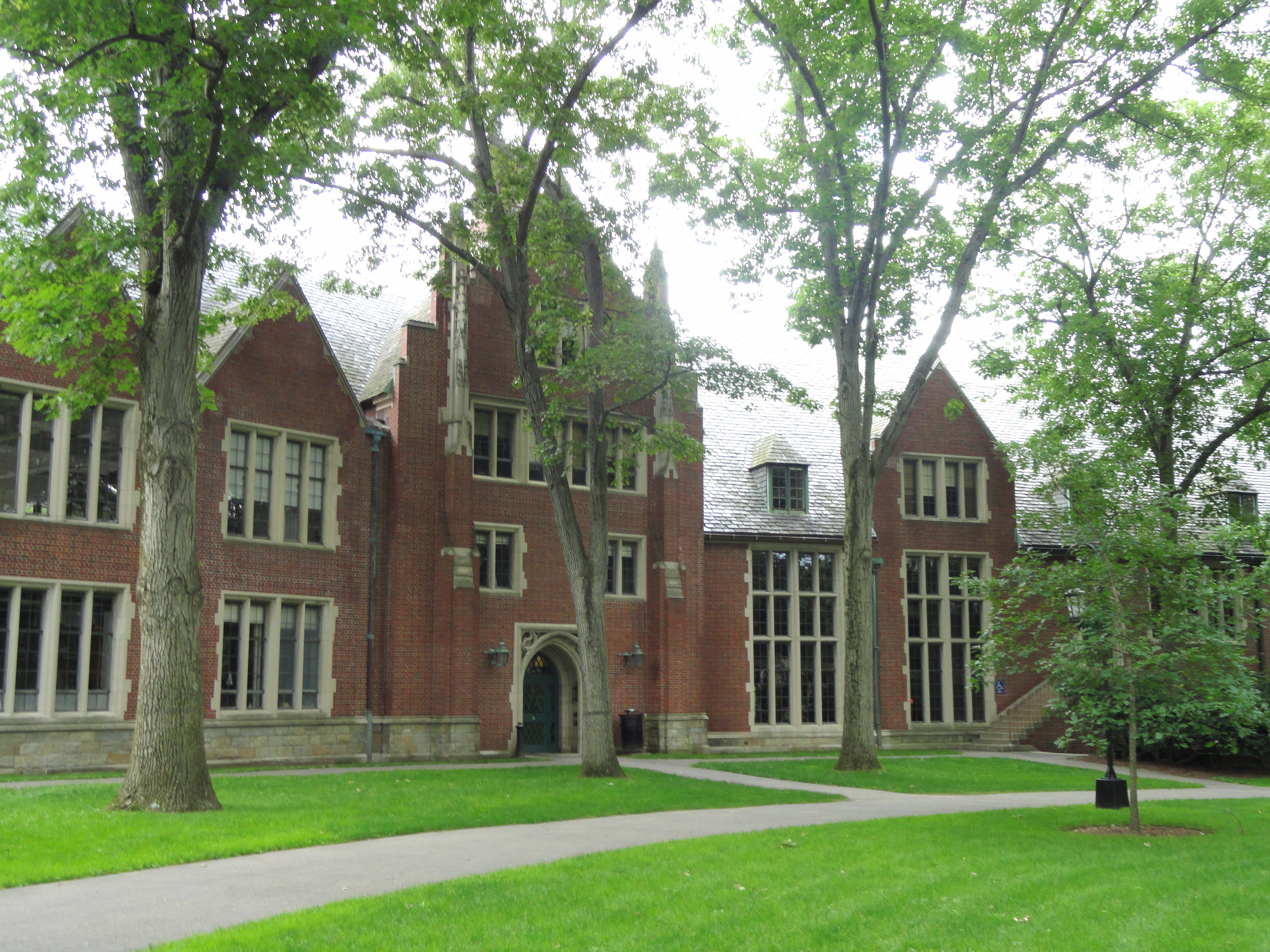
Pendleton Hall en la Universidad de Wellesley

Estudió en Cornell en la misma época que Frances Wick, con quien tuvo una buena amistad y colaboraron en la investigación. Después de terminar su doctorado en investigación, McDowell regresó a Wellesley como instructora del departamento de física en 1909 que dirigió hasta 1945, tras la jubilación de la astrónoma y física Sarah Frances Whiting.
En 1918, durante la Primera Guerra Mundial, McDowell pidió una excedencia en Wellesley ya que había sido contratada por el NIST para llevar a cabo una investigación sobre el radar. Fue la primera física y la primera mujer con un doctorado en investigación que trabajó para dicho instituto.
McDowell fue académica de la American Physical Society (APS) y de la Asociación Estadounidense para el Avance de la Ciencia (AAAS), miembro de la Sociedad Óptica Estadounidense (OSA), y vicepresidenta de la Asociación Americana de Profesores de Física.